# Haluzice (district de Nové Mesto nad Váhom)
Pour les articles homonymes, voir Haluzice.
Haluzice (hongrois : Gallyas) est un village du district de Nové Mesto nad Váhom, dans la région de Trenčín, en Slovaquie.

## Histoire
La première mention écrite du village date de 1380.

## Démographie

### Évolution de la population
| Année:               | 1994. | 2004.    | 2014.    | 2024.    |
| -------------------- | ----- | -------- | -------- | -------- |
| Nombre de personnes: | 77    | 55       | 68       | 94       |
| Différence:          |       | -28,57 % | +23,63 % | +38,23 % |

| Année:               | 2023. | 2024.   |
| -------------------- | ----- | ------- |
| Nombre de personnes: | 95    | 94      |
| Différence:          |       | -1,05 % |